# Stadtverwaltung Windhoek

Logo Windhoeker Stadtverwaltung

Gebäude der Stadtverwaltung (Rathaus) vor der Sanierung (2012)

Die Stadtverwaltung Windhoek ist sowohl die Bezeichnung für das Gebäude des Rathauses (englisch City Hall) als auch für das Gremium des Stadtrates (englisch City Council) der namibischen Hauptstadt Windhoek. Es ist zudem Sitz des Bürgermeisters und wichtigstes städtisches Verwaltungsgebäude. Es liegt in Windhoek-Central.

## Stadtrat
Die Stadt Windhoek wird von einem Stadtrat bestehend aus 15 Ratsmitgliedern, unter anderem der Stadtratsvorsitzenden und Bürgermeisterin Fransina Kahungu (seit Dezember 2019) regiert. Die Bürgermeisterin hat im Januar 2020 ihren Sitz in das informelle Wohngebiet Babylon verlegt.

## Gebäude
Die Windhoeker Stadtverwaltung umfasst das Hauptgebäude sowie zahlreiche angrenzende Bauten. Zudem liegen einige Verwaltungseinheiten in anderen Stadtteilen von Windhoek. Das damals fünfstöckige Hauptgebäude wurde 1960 von Cosmos Stratakis entworfen und im November 1964 von Jack Louis Levinson, dem damaligen Bürgermeister der Stadt, eingeweiht. 1990 wurde das Gebäude um drei Stockwerke erhöht und 2016 um einen fünfstöckigen Anbau im Osten erweitert. 
Das Gebäude ist von einer überdimensionalen, abgewandelten Aloe littoralis, der Wappenpflanze Windhoeks geziert.